# Cerro Cariquima
Cerro Cariquima är ett berg i Chile.   Det ligger i provinsen Provincia del Tamarugal och regionen Región de Tarapacá, i den norra delen av landet, 1 600 km norr om huvudstaden Santiago de Chile. Toppen på Cerro Cariquima är 5 369 meter över havet, eller 1 302 meter över den omgivande terrängen. Bredden vid basen är 8,7 km.
Terrängen runt Cerro Cariquima är huvudsakligen kuperad. Trakten runt Cerro Cariquima är nära nog obefolkad, med mindre än två invånare per kvadratkilometer.. 
Omgivningarna runt Cerro Cariquima är i huvudsak ett öppet busklandskap.